# Der Gefürchtete
Der Gefürchtete (Originaltitel: Sartana nella valle degli avvoltoi) ist ein Italowestern aus der Blütezeit der quantitativen Produktion des Genres, 1970. Regie führte Roberto Mauri; es handelt sich um eine typische Durchschnittsproduktion, die ohne großes Budget auskommen musste und in den Elios-Studios in Rom entstand.

## Inhalt
Pistolero Lee Calloway, der selbst gesucht wird, gerät in Konflikt mit den Brüdern Craig. Zunächst hilft er ihnen, aus dem Gefängnis zu entkommen, da er sich eine Beteiligung an ihrer Beute verspricht; dann rächen sie sich erst einmal beim Puppenmacher Paco, der sie in den Knast gebracht hat; schließlich versuchen die Brüder, Calloway loszuwerden, doch er überlebt auch einen Fußmarsch durch die Wüste. Von einer Witwe wieder gesundgepflegt versteht es Calloway dann, die Brüder der Reihe nach auszuschalten. Er übergibt die Beute, Dokumente und einen Goldschatz, der Armee.

## Kritiken
„Unterdurchschnittlicher Western aus der Hand des gewohnt schlechten Roberto Mauri.“

„Zähflüssiger Italowestern von zynischer Grundhaltung.“

„90 Minuten, die man erheblich schlechter, allerdings auch besser verbringen kann.“

## Sonstiges
- Das Filmlied „A king for a day“ wird vom Komponisten des Soundtracks, Augusto Martelli, gesungen.